# جرائم حرب الحلفاء خلال الحرب العالمية الثانية
جرائم الحرب التي انتهكتها الحلفاء، الانتهاكات المزعومة والمثبتة قانونياً بحسب قوانين الحرب وتضم هذه الأنتهاكات جرائم بحق المدنيين والأفراد العسكريين معظمهم من دول المحور.
وفي نهاية الحرب العالمية الثانية جرت العديد من المحاكمات لمجرمي الحرب الذين ينتمون لدول المحور ، وأشهرها محاكمات نورنبيرغ ، ومحكمة طوكيو، لكن هذه المحاكمات أقيمت في أوروبا وتحت سلطة ميثاق لندن، والتي نظرت فقط في مزاعم ارتكاب جرائم حرب من قبل دول المحور لكنها لم تنظر في الجرائم المرتكبة من قبل قوات الحلفاء.
أجريت تحقيقات في بعض جرائم الحرب التي أقترفها أفراداً من الحلفاء أو في بعض الأحيان من قبل سلطاتهم، ووصلت بعض الحالات إلى المحاكم العسكرية؛ هنالك بعض الحوادث التي زعم المؤرخون بأنها كانت جرائم حرب كما ينص عليه قانون الحرب في ذلك الوقت، ولكن لسبب ما لم يُحقق في هذه الجرائم من قبل قوات الحلفاء أثناء الحرب، أو حُقق فيها واتخذ قراراً بعدم المحاكمة.

## سياسة
يدّعي الحلفاء الغربيون أن جيوشهم كانت موجهةً إلى احترام اتفاقيات لاهاي واتفاقيات جنيف، واعتقدوا أنهم يقاتلون في حرب عادلة لأسبابٍ دفاعيةٍ، ومع ذلك، فقد حدثت انتهاكاتٌ للاتفاقيات، بما في ذلك الإعادة القسرية للمواطنين السوڤييت الذين تعاونوا مع قوات دول المحور إلى الاتحاد السوڤيتي في نهاية الحرب. ارتكب جيش الاتحاد السوڤيتي أيضًا جرائم حرب في كثيرٍ من الأحيان، والتي من المعروف اليوم أنها كانت بتوجيهٍ من حكومته، وشملت هذه الجرائم شن الحروب العدوانية والقتل الجماعي والإبادة الجماعية لأسرى الحرب، وقمع سكان البلدان التي احتلوها.
يصف أنتوني بيفور الاغتصاب السوڤيتي للنساء الألمان أثناء احتلال ألمانيا بأنه «أكبر حادثة اغتصابٍ جماعيٍ في التاريخ»، وقد قدر أن 1.4 مليون امرأة على الأقل اغتُصبن في بروسيا الشرقية وبوميرانيا وسيليزيا وحدها. وأكد أن النساء والفتيات السوڤيتيات المحررات من العمل بالسخرة في ألمانيا قد انتُهكن أيضًا.
جادل المؤرخ الألماني والناشط اليساري المناهض للحرب يورغ فريدريك بأن القصف الجوي لقوات الحلفاء كان في المناطق المدنية والمعالم الحضارية في أراضي العدو، بما في ذلك المدن الألمانية كولونيا، وهامبورغ، ودرسدن، وكنيسة الدير في مونتي كاسينو في إيطاليا خلال معركة مونتي كاسينو، والمدن اليابانية في طوكيو وناغويا وأوساكا، ولا سيما استخدام القنابل الذرية على هيروشيما وناغازاكي، والذي أسفر عن التدمير الكامل للمدن، ومقتل مئات الآلاف من المدنيين، يجب تصنيفها كجرائم حربٍ، ولكن لم يكن يوجد قانونٌ وضعيٌ أو قانونٌ إنسانيٌ دوليٌ عرفيٌ محدد فيما يتعلق بالحرب الجوية قبل وأثناء الحرب العالمية الثانية. وهذا هو السبب أيضًا في عدم محاكمة أي من الضباط اليابانيين والألمان في المحاكمات التي أقامها الحلفاء لجرائم الحرب بعد الحرب العالمية الثانية، بسبب الغارات الجوية على مدن شانغهاي وتشونغتشينغ ووارسو وروتردام والمدن البريطانية خلال قصف لندن.

## الحلفاء الغربيون

### كندا
ذكر تشارلز بيري ستايسي، المؤرخ الرسمي للحملة الكندية، أنه في 14 أبريل 1945 انتشرت الشائعات بأن قائد الوحدة الشعبي لأرغيل وسوزرلاند هايلاندرز في كندا، المقدم فريدريك ويغل، قد قُتل على يد قناص مدني. أسفرت هذه الشائعات عن قيام سكان هايلاندرز بإشعال النار في ممتلكات مدنية في بلدة فريزويته كعمليةٍ انتقاميةٍ. كتب ستايسي لاحقًا أن القوات الكندية قامت أولاً بنقل المدنيين الألمان من ممتلكاتهم قبل إشعال النار في المنازل، وعلّق بأنه «سعيدٌ بقوله إنه لم يسمع عن حالةٍ أخرى من هذا القبيل». تبين فيما بعد أن الجنود الألمان قتلوا قائد أرغيل.

### فرنسا

#### مايكي
في أعقاب إنزال عملية دراغون في جنوب فرنسا، وانهيار الإحتلال العسكري الألماني في أغسطس 1944، لم يتمكن عددٌ كبيرٌ من الألمان من الفرار من فرنسا، واستسلموا لقوات الداخلية الفرنسية. أعدمت المقاومة بعضًا من الفيرماخت ومعظم سجناء الغيستابو أو شوتزشتافل (وحدات إس إس).
أعدم المايكي أيضًا 17 أسير حربٍ ألمانيٍ في سان جوليان دو كرومبس (في منطقة دوردونيي)، في 10 سبتمبر 1944، وعُرفت هوية 14 منهم منذ ذلك الحين بشكلٍ مؤكدٍ. عمليات القتل كانت عمليات قتلٍ انتقاميةٍ لجرائم قتلٍ ألمانيةٍ لـ 17 من سكان قرية سان جوليان في 3 أغسطس 1944، والتي كانت هي أيضًا عمليات قتلٍ انتقاميةٍ ردًا على نشاط المقاومة في منطقة سانت جوليان، التي كانت موطنًا لنشاط خليةٍ من المايكي.

#### القوم المغاربة
ارتكبت القوات المغربية الفرنسية التابعة لقوات المشاة الفرنسية، المعروفة باسم القوم، جرائم جماعية في إيطاليا أثناء وبعد معركة مونتي كاسينو وفي ألمانيا. وفقًا للمصادر الإيطالية، فإن أكثر من 12,000 مدنيٍ، وبشكلٍ رئيسيٍ من النساء الصغار والكبار، ومن الأطفال، اختُطفوا أو تعرضوا للإغتصاب أو القتل على يد القوم. عُرض هذا في الفيلم الإيطالي لا تشوتشارا (امرأتان) بطولة صوفيا لورين.
يخصص أنتوني كلايتون في كتابه «فرنسا والجنود وأفريقيا» (دار نشر براسي ديفينس، 1988) عدة صفحاتٍ للأنشطة الإجرامية التي قام بها القوم، والتي ينسبها جزئيًا إلى سجل ما كان يعتبر ممارساتٍ عاديةً في وطنهم.

### المملكة المتحدة
في 4 مايو 1940، في رد فعلٍ لحرب الغواصات المفتوحة المكثفة الألمانية، خلال معركة المحيط الأطلسي وعملية فيزروبونغ (غزوها للدنمارك والنرويج)، قامت البحرية الملكية البريطانية بحملتها البحرية المفتوحة الخاصة. أعلنت الأميرالية البريطانية أن جميع السفن في خليج سكاغيراك ستُغرق فور كشفها دون سابق إنذارٍ. كان هذا مخالفًا لشروط معاهدة لندن البحرية الثانية.
في يوليو 1941، كانت الغواصة إيتش أم إس توربي (تحت قيادة أنتوني مايرز) متمركزةً في البحر الأبيض المتوسط، حيث أغرقت العديد من السفن الألمانية. في مناسبتين، مرة واحدة قبالة ساحل الإسكندرية في مصر، والمرة الثانية قبالة ساحل جزيرة كريت، هاجم الطاقم وقتل العشرات من البحارة والقوات الألمانية للسفن الغارقة. لم يشكل أي من الناجين من السفن الغارقة تهديدًا كبيرًا لطاقم توربي. لم يحاول مايرز إخفاء ما فعل، وأبلغهم في سجلاته الرسمية. تلقى توبيخًا شديد اللهجة من رؤسائه في أعقاب الحادث الأول. أفعال ماير انتهكت اتفاقيتا لاهاي لعام 1907، التي حظرت قتل الناجين من حطام السفن تحت أي ظرفٍ من الظروف.
أثناء عملية أوفرلورد، قامت قوات خط الاتصال البريطانية بعمليات نهبٍ على نطاقٍ صغيرٍ في بايو وكاين في فرنسا، بعد تحريرها، في انتهاك لاتفاقيات لاهاي. ارتكب الجنود البريطانيون عمليات النهب والاغتصاب وإعدام السجناء على نطاقٍ أصغرٍ من الجيوش الأخرى طوال الحرب. في 23 مايو 1945، زُعم أن القوات البريطانية في شلسفيغ هولشتاين قد نهبت قلعة جلوكسبورج حيث تمت سرقة المجوهرات وتدنيس 38 تابوتًا من ضريح القلعة.